# Oligosoma suteri
Espèce
Synonymes
- Lygosoma suteri Boulenger, 1906
- Leiolopisma suteri (Boulenger, 1906)

Statut de conservation UICN

 LC  : Préoccupation mineure
Oligosoma suteri est une espèce de sauriens de la famille des Scincidae.

## Répartition
Cette espèce est endémique de Nord de la Nouvelle-Zélande.

## Étymologie
Cette espèce est nommée en l'honneur d'Hans Heinrich Suter (1841–1918).

## Publication originale
- Boulenger, 1906 : Descriptions of two new lizards from New Zealand. Annals and magazine of natural history, sér. 7, vol. 17, p. 369-371 (texte intégral).